# 天羅WAR
天羅WAR（てんらウォー）は、2007年4月にエンターブレインから出版されたテーブルトークRPG。著者は井上純弌、F.E.A.R.。同じ作者のサイバーパンク時代劇RPG『天羅万象』シリーズおよびスチームパンク西部劇RPG『テラ:ザ・ガンスリンガー』のクロスオーバー作品となっている。

## 概要
井上純弌の代表作である『天羅万象』と『テラ:ザ・ガンスリンガー』の二つの世界で起こった大戦争を描いたTRPG。著者はプロデューサーの井上純弌だが、メインライターとして小太刀右京・三輪清宗などが加わっている。

## システム
ゲームの基幹システムには『アルシャード』・『アルシャードガイア』で使用されている共通システム「スタンダードRPGシステム」（以下、略称の「SRS」で記述）が使用されており、キャラクターメイキングや行為判定はこれに準ずる。
アルシャードなど他のSRS作品とのデータ形式の互換性は高いが、特技に「業システム」に依存したものが多いため、天羅WARと他のSRS作品を混ぜて遊ぶことは当初困難だった。現在はアルシャードガイアのサプリメント『グレートディメンジョン』において、天羅WARのキャラクターがアルシャードガイアの世界に移動する背景設定や、クラスデータ等の相互変換ルール、天羅WARの背景世界10th-TERRA出身者を表すキャラクタークラスなどが掲載されており、アルシャードガイアやそれを介して他のSRSタイトルと連結することも可能となった。但し、天羅WARのキャラクタークラスは他のSRSタイトルのクラスよりも概して強力であるため、バランス上注意が必要である。

### キャラクターメイキング
キャラクタークラスを3つ選択することで、プレイヤーキャラクターのおおまかなスタイルが決定される。これはSRSの標準のキャラクター作成ルールである。
ただし、初期から一定の経験点が追加で渡され、ある程度成長したキャラクターでゲームを開始できるのが特徴になっている。全ての経験点をクラスのレベル上昇に使った場合、キャラクターは初期で7レベルとなる（アルシャードの場合は3レベルである。これは『天羅WAR』のPCの方が超人性が高いことを示している。ただし、アルシャードやアルシャードガイアのPCが持つ神の力「加護」は、天羅WARのPCには使用できず、敵である天使にのみ「加護」の使用が許されている）。
クラスには上限レベルが4までのものと10までのものがある。また、アルシャード系とは異なり「重複不可クラス」という概念がある。

### 行為判定
行為判定は2D6による上方判定、つまり出目が大きいほど良いとする方式が使われている。これはSRSの標準のルールである。ただし、アルシャード系と違ってクリティカルによる自動成功は存在しない。これは後述の業システムがあるため。

### 業システム
『天羅万象』シリーズの特徴であるロールプレイ支援システム「業システム」もSRS準拠に改造の上、実装されている。
キャラクターに似合ったロールプレイをしたものは「合気」というポイントを貰え、それを「気合」に変換することで強力な特技の代償として使用することができる。ただし、「気合」は使えば使うほど「業」といわれるポイントが上昇していく。この「業」がゲーム終了時に109を超えていた場合、PCは人間性を失った「修羅」となって、プレイヤーキャラクターとしてはロストする（NPC化する）。ただし、ゲーム終了直前に、他のキャラクターとの繋がりなどを示す「因縁」を昇華することによってある程度の「業」を減少させることができる。
なお、「合気」のポイントの受け渡しはトランプによって行われる。プレイヤーキャラクターが所有している「合気」カードを別のプレイヤーキャラクターに譲渡することもでき、前作である『天羅万象・零』における合気チットのルールよりも、『異界戦記カオスフレア』のルールに近い。

### カラミティ
『テラ・ザ・ガンスリンガー』シリーズの特徴であるヒーローポイント「カラミティ」もSRS準拠に改造の上、実装されている。（ただしカラミティはサプリメント『ロストヘブン』に収録されている選択ルールである）
カラミティとはプレイヤーキャラクターを強制的に騒動に巻き込むためのルールである。カラミティはゲーム中はトランプのジョーカーとして表現される。カラミティとして使用されるジョーカーは合気とは別のものとしてGMが管理し、GMは好きなタイミングでカラミティをプレイヤーに与えることができる。
カラミティが与えられたプレイヤーは、その瞬間はプレイヤーキャラクターに不利な状況が強制的に発生する。行為判定は失敗し、命に関わるトラブルが脈絡なく訪れる。しかし、得られたカラミティはそれ以後の判定にボーナスとして使用することができる。一度使用したカラミティはGMに返却し、GMは再び別の人間にカラミティを渡すことができるようになる。

## 世界設定

### 10th-TERRA
ゲームの舞台となるのは地球からの移民により開拓された巨大惑星『10th-TERRA』。そこには西部開拓時代風の文化を持つテラ大陸（南半球）と、日本の戦国時代風の文化を持つ天羅大陸（北半球）がある。
南北二つの大陸の間の海は嵐の壁に阻まれて交流が遮断されており、両大陸は長きに渡って互いを知ることなく存在していた。しかし、この二つの大陸が接触を持ってしまったことで未曾有の戦乱が発生することとなった。
ゲームの基本的な舞台はこの二つの大陸のうちの「テラ大陸」となる。なお二つの大陸はどちらも赤道を「南」と認識しているため、テラ大陸の「西」は天羅大陸で言う「東」に当たる。また人類がいまだテラ大陸の西端を確認していないのも『テラ:ザ・ガンスリンガー』と同じである。

### テクノロジー
『10th-TERRA』は文化レベルこそ地球の近世に類似したものになっているが、技術レベルについては現代の地球をも大きく上回るものになっている。天羅では「ヨロイ」といわれる巨大なロボット兵器や肉体を機械改造したサムライたちが跋扈し、テラでは蒸気錬金術による永久機関やオリハルコンによる車体をもつケタ外れに巨大な蒸気機関車が作られている。これらは移民初期に地球人がもっていた未来技術を受け継いだものである。
ただし、これらのテクノロジーの多くは現在ではブラックボックスとなっており、オーバーテクノロジーを模倣しているに過ぎない。応用が効かないことも多く、戦争や輸送など限定的なことに特化した技術になっている。そのため、人々の日常生活における超技術の恩恵は少ない。それが10th-TERRAでの文化レベルと技術レベルの大きな乖離を生み出している。世界の文明レベルそのものは移民初期よりも大きく後退しているといって差し支えない、なお、天羅の神宮家やテラの貴族など、ロストテクノロジーを高いレベルで解明している勢力も存在する。
10th-TERRAのロストテクノロジーでもっとも特筆すべきものが、「紗」もしくは「エーテル」と言われる一種のナノマシンである。これは目に見えず触れられもしないが惑星中にまんべんなく存在している。紗もしくはエーテルは周囲の人間の意志に反応し、ありえないような物理現象を引き起こすことができる。つまり、この惑星では祈ることで本当に奇跡のような現象がおき、信じることで本当に魔法のような現象が起こるのである。そして科学技術の知識がとぼしいこの世界の一般の人間たちは、紗もしくはエーテルが起こす現象を奇跡そのもの、魔法そのものと認識している。なお、10th-TERRAのロストテクノロジーを利用した機械の多くは、紗もしくはエーテルによって動くものが多い。

### 第二次南北戦争
あるとき、テラ側の探検計画により、飛行船エンタープライズが苦難を乗り越えて北半球の天羅大陸に至ったことから二つの大陸の状況が一変することになる。はるか古代に二つの大陸で結ばれた不可侵条約を犯したとの理由により、天羅軍がテラ大陸に侵攻を開始したのだ。
南北二つの文化圏同士で起こったこの大戦を「第二次南北戦争」と呼ぶ。
戦争は熾烈を極め、戦争の大勢は兵器レベルにおいて圧倒的に勝る天羅軍の優位によって進められた。追い詰められたテラ軍は天羅軍の本拠地である天羅大陸を大陸間曲射砲で襲撃する最終計画を実行。テラの撃ち出した砲弾は大気圏を抜けた後に天羅大陸に落下する予定であったが、偶然に（もしくは必然によって）衛星軌道上にやってきていた地球からの第三次移民船に着弾。移民船は大爆発を起こした。
その直後、崩壊した移民船の中から出てきた謎の存在が「天使」である。彼ら（彼女ら？）は地上に降り立ち、天羅軍とテラ軍の双方を攻撃しだした。そして、テラ大陸の一部に自らの領地を作り出したのである。天使軍の攻撃は圧倒的で天羅もテラも戦争を継続することは不可能となった。いまや、人類共通にして最大の敵は天使となったのである。

### 天使
戦争を圧倒的な力で終わらせた天使たちについては深い謎に包まれている。破壊された移民船から出てきたところから移民船に載っていたことは予測されるが、果たして彼らが地球人の未来の姿なのか、それとも地球人とは別の存在なのかは定かではない。
天使たちは人類と一切のコミュニケーションを取らない。ただ攻撃してくるだけであり、彼らの目的や意図は人類はいまだつかめていない。天使たちは人類のように機械兵器に頼ることなく、生身で軍勢を消滅させるくらいの力がある。
天使たちは侵略した場所を原始の森のような姿にし、そこに住む生物や無機物をバケモノのようなものに変容させてしまう。その目的についても不明である。そうやって天使によって変容されてしまった人間を「天使人」と呼ぶ。中には天使の強大な力に魅せられて自ら天使人になったものもいる。「天使人」は天使と違いコミュニケーションが可能であり、このゲームのシナリオにおける典型的なボス役として登場する。
天使たちの外見がテラの一神教（キリスト教に酷似している）が伝える神の御使いに似ていたために「天使」と名づけられたのだが、彼らが本物の神の御使いなのかどうかは判明していない。テラの教会はこの「天使」を真の天使の姿を真似て冒涜している異端として否定している。
ゲーム的には天使、および天使人たちは、古代の神の「加護」を使用することができる。この「加護」は『アルシャード』のPCが使用できる「加護」と同じものであり、データもほぼ同一のものになっている。

### 現在のテラ
現在のテラは休戦状態になっている。ただしこれは正式な休戦条約が結ばれたわけでなく、天羅とテラの両軍が天使に対抗するために力を蓄えている状態といえる。今後の戦略については新たな敵の登場に対して人類同士は手を結ぶべきだという意見と、徹底抗戦を唱える者との二つの意見が両軍ともに存在しており、第二次南北戦争の行方については先が見えない状態である。
第二次南北戦争の主な戦場になったのはテラの東部である。南東部はすでに天羅の植民地と化しており、北東部がテラの拠点になっている。そして、天羅とテラの勢力地域の間を縫うように、天使たちの支配地域「エンゼルベルト」が存在する。
一方、テラ大陸の大部分を占める大西部は戦争の傷痕は薄い。大西部は未知なる場所であり西部開拓運動がはじまってから200年以上がたった現在でも人類は真のウェストエンド（大陸西端）にいたってはいない。東部で大戦争を起こしている間でさえテラ人のフロンティアスピリットは衰え得ることなく開拓運動は続けられ、天使たちがやってきた今でさえウェストエンドを目指して横断鉄道は走り続けている。
休戦状態とはいえ、実際には両軍の散発的な戦闘はどこかしこで発生している。また、混乱の中で軍の統制はとれておらず、大隊や連隊レベルでは独自に行動する勢力も多いようである。これは天羅軍に特に顕著で、大名同士の横のつながりが薄く本国に帰れば敵同士という大名も多いため、テラ軍との休戦状態をいいことに仲間割れに近い形でテラ南東部での国盗り合戦を画策しているものもいるようだ。

### ロストヘブン
ロストヘブンはテラ大陸の西部の入り口に作られた都市で、ここは天羅人もテラ人も区別せず受け入れる独特の風土を持つ町である。ここではテラと天羅の文化交流が積極的に行われており、異国の文化を取り入れたいと思っている者たちが多数にぎわっている。
さらに、大西部への入り口として重要な役割を持ち、エンゼルベルトにも近いという地理条件もあり、『天羅WAR』のテーマのほとんどを内包した、PCたちの拠点として好適な街となっている。

## キャラクタークラス
天羅とテラ、それぞれの文化的背景を持った60以上のキャラクタークラスが存在している。武術の流派についても、キャラクタークラスによって表されている。また、クラスの特技とは別に、経験点を消費して誰でも取得できる一般特技も存在する。
- 基本ルールブック掲載クラス
  - シューター - 射撃に秀でた基本的なクラス。
  - ダイナスト - 警察・政治家・豪商などの社会的に影響力を持つ者を表す基本的なクラス。天羅では「天下人」と呼ばれる。
  - ファイター - 白兵攻撃に秀でた基本的なクラス。
  - マジシャン - 魔法攻撃に秀でた基本的なクラス。
  - 陰陽師 - 世界の陰に隠れた魔法のエネルギー「紗」（エーテル）を「式」という形で物質化する陰陽道の使い手。
  - ガンスリンガー - 銃を携行し、修羅場を渡り歩く西部劇のガンマン。
  - 傀儡 - くぐつ。樹齢数百年以上の霊木から削りだされた人形に、人間のような外見と心を与えた天羅製自動人形。
  - 軍師 - 天羅・テラ両軍の、戦場での指揮官を表すクラス。
  - サムライ - 陰陽術による擬似生命体「式」を体に手術で打ち込まれ、超人的な戦闘能力を得た天羅の戦士。
  - サモナー - 「ソロモンの鍵」という奥義書で、七十二柱の魔神を使役するテラの魔術師。
  - サルーンガール - 荒くれ男の心を慰める酌婦、娼妓。仲間を支援・回復するクラスである。
  - シャーマン - 精霊と心を通わせるオウガの精霊使い。
  - スチームメイジ - エーテル物理学とも呼ばれる蒸気魔術をあやつるテラの魔術師。「差分機関」を魔術に用いる。
  - 忍者 - 陰陽道を応用した忍術を用いる諜報者で、人を完全なる「道具」として育てあげた超人的存在。
  - 武芸者 - 武芸を身に付け、みずからをひたすら鍛え上げた殺人芸術の継承者。
  - プリーチャー - テラで広く信仰されている一神教の聖職者。ミサ曲や聖書などを元ネタにした特技を使用する。
  - 法師 - 仏教の聖職者を表すクラスで、《愛染明王法》《求聞持聡明法》といった各種の法力を操る。
  - ボーイズ＆ガールズ - 勇気・聡明さ・絶望しない意志を持った子ども達をあらわすクラス。無垢なる最後の希望。
  - ヨロイ乗り - 陰陽道を駆使した鋼の巨大自動人形「ヨロイ」を操る者。乗り込めるのは、業の薄い無垢なる少年少女のみである。
  - ル＝ティラエ - オニないしはオウガと呼ばれる、額に角を持つ民で、惑星10th-TERRAの先住民族。
  - ロケットレンジャー - バトルスーツを着込み、列車砲で自ら打ち出されて降下作戦を行うテラ合衆国軍の特殊空挺部隊員。
  - アーミー - テラ合衆国軍の軍人、元軍人であることを表すクラス。
  - アウトロー - 自由を貫き、法に縛られず、法の庇護を求めない、無法者のクラス。
  - イモータル - テラ大陸の元支配者「貴族」ないしはその眷属「妖魔（ダーク）」であることを表す不老不死のクラス。
  - エクスプローラー - 先史文明の遺跡などを漁り生計を立てる、探険家のクラス。
  - オートマータ - 霊素機関（エーテルドライブ）で駆動し、エジソン管で思考するテラ製自動人形。
  - 機甲猟兵 - 戦車、ヨロイ、金剛機を生身で狩る恐るべき歩兵。その死亡率は極めて高いが、生き残った者は優秀である。
  - 機人 - カラクリと呼ばれる機械部品に人体の一部を換装した兵士。いわゆるサイボーグである。
  - 機面ヨロイ乗り - 機面鏡という集積回路を用いた量産型ヨロイの乗り手。ヨロイと違い、大人でも扱える。
  - ギャンブラー - 庶民の娯楽、賭博を生業とする者たち。鮮やかな手際でイカサマをし、魔法のように賭場から退転する。
  - 金剛機 - ヨロイから「弱点」である人間を排し、修羅の魂を封印して使役する殺戮兵器。
  - 神宮家 - 天羅を3000年近く支配してきた神宮家のエージェント。神道の巫女や御史（おんし）として諜報活動に従事する。
  - ダークハーフ - 妖魔（ダーク）と人間の呪われたハーフ。妖魔の下僕になるか、妖魔を狩る道を選ぶ。
  - プライベートアイ - ピンカートン探偵社などでも有名な、私立諮問探偵のクラス。超推理などの特技を持つ。
  - 蟲使い - 腐肉を喰らい血を啜る「蟲」は忌み嫌われる存在であると同時に、医療には欠かせない存在。それを体内に飼うのが蟲使いである。
  - ライター - 新聞記者や作家・漫画家など、人々を奮い立たせ、情報源を担う、支援系クラス。
  - ロステクエンジニア - 先史の超科学文明を研究・解析する専門家。「ロステク装備」を使用することができる。
  - 流派：是楴流 - オニと人間が共存する国「鬼告」の是楴衆の武術で、神通力によって産み出した光の剣などを操る。但し、ル＝ティラエの取得が絶対条件となる。
  - 流派：千手観音拳 - 「先の先」を取り、神速の連打が千手にも見えるという攻性の拳法流派。
  - 流派：秘禅無想流 - 一刀にすべてを決することを極意とする剣術流派。
  - 流派：ボクシング - テラでスポーツの王者とされる拳闘の体系。
  - 流派：龍虎一天流 - 両手に二刀を持ち、自在に操る剣術流派。アルシャードでの《二刀流》《ダブルウェポン》相当を併せ持つ。
- サプリメント「ロストヘブン」掲載クラス
  - 妖 - あやかし。妖精や怪異など、人の語った物語が形を持つに至った存在。
  - ディーヴァ - テラを襲う災厄に立ち向かうアイドルグループにして私設軍隊「ディーヴァ歌劇団」の一員を表すクラス。
  - 人駒 - 神宮家が遺伝子工学とクローン技術により開発した諜報活動用の量産型生体コンピューター戦士。
  - マリアッチ - 大道芸人の一種で、音楽で人を助け、殺める不思議な力を持つ芸術家である。
  - 傀儡師 - くぐつし。傀儡を作り出すプロフェッショナル。傀儡を引き連れ、幻術を操る。
  - ドラグーン - 龍騎兵と呼ばれる銃装騎兵。騎乗攻撃を得意とする。カウボーイなども含まれる。
  - スチームライダー - 赤石（オリハルコン）技術による蒸気機関を動力にした戦闘車両スチームギアの乗り手。オートバイやレシプロ戦闘機も含まれる。
  - パラディン - ニューヴァチカン法皇庁の異端審問官。列車砲から射出される蒸気式甲冑「スチームアーマー」を着装し、異教・異端・天使と戦う。
  - 流派：クンフー - テラに古くから存在する格闘技。鎧越しに敵の肉体を破壊する技などを持つ。
  - 流派：フェンシング - テラ古来の剣技の流派。受け流しや突き返しなどの剣技を持つ。
  - 流派：不動明王拳 - 「後の先」すなわちカウンターに重きを置いた非殺を旨とする拳法流派。
  - 流派：真到既空流 - 水面に浮かぶ月さえ切り裂き、剣速はカマイタチを発するほど速いという剣術流派。
- サプリメント「クロッシングポイント」掲載クラス
  - 珠兵 - 珠を用いた銃器を扱う兵科を表すクラス。
  - バスタードシード - 禁断の“貴族の種”を口にしたことによって超常の力と異形を得た者を表すクラス。その死後は怪物（ダーク）化する。
  - 陸皇騎兵 - バイク型金剛機“陸皇騎”を愛騎として乗りこなすクラス。
  - 呪禁道士 - 人体を式札と見立て、みずからに眠る鬼神を召喚する呪禁道（じゅごんどう）の使い手。
  - バトラー - 富裕層に給仕などとして仕える執事や同様の補佐役を表すクラス。
  - 人形使い - 魂緒（たまのお）と呼ばれるケーブルによる有線遠隔操作で、機面金剛機“木偶人形”を操るクラス。
  - 流派：閃衝流 - 刺突を得意とする、天羅最古の剣術流派。
  - 流派：スナイピング - 精神修練・身体能力・知識を高度に複合した狙撃兵の能力を表すクラス。ゲーマーズ・フィールド別冊『特集SRS'09』での初出時は流派：スナイパーと表記。
  - 流派：軍荼利明王拳 - 性魔術クンダリーニ・ヨガの系譜を継ぐ、明王拳の一流派。
  - 流派：孔雀明王拳 - 跳躍と空中からの蹴り技を特徴とする攻撃的な明王拳の一流派。
  - 流派：成山槍術 - 天羅西方大陸、成仁山普遠寺の住職によって創始された槍術流派。
  - 流派：汀流射撃術 - 手裏剣術などに秀でた投擲武器の流派。

## アクションフィギュア
『天羅WAR』のキャラクターをモチーフにしたアクションフィギュアがトイ・インターナショナルから発売されている。これはTRPG『天羅WAR』が発売されるよりも一年以上も前に発売されたもので、ロケットレンジャーとオートマータが立体化されている（それぞれに二つのバリエーションがある）。

## 作品一覧
- 天羅WAR　（基本ルールブック）、エンターブレイン、ISBN 978-4-7577-3488-3
- ロストヘブン　（サプリメント）、エンターブレイン、ISBN 978-4-7577-3757-0
- クロッシングポイント　（サプリメント）、エンターブレイン、ISBN 978-4-04-726337-6